# Johann Rudolph von Ronnen
Johann Rudolph von Ronnen (* 24. November 1910 in Amsterdam; † 17. April 1995 in Den Haag) war ein niederländischer Radiologe und Hochschullehrer.

## Leben
Johann Rudolph von Ronnen war Sanitätsoffizier der Koninklijk Nederlandsch-Indisch Leger, promovierte später 1956 an der Universität Utrecht mit seiner Dissertation Het röntgenonderzoek van de mamma zonder toepassing van contrastmiddelen und wirkte anschließend mit dem Lehrauftrag Röntgenologie und ab 1970 mit dem Lehrauftrag für Allgemeine Radiologie bis zu seiner Emeritierung im Jahr 1976 an der Universität Leiden.
Johann Rudolph von Ronnen war Ehrenmitglied der Deutschen Röntgengesellschaft und wurde 1972 in der Sektion Medizinische Radiologie und Nuklearmedizin als Mitglied in die Deutsche Akademie der Naturforscher Leopoldina aufgenommen.
Er war Ritter des Orden vom Niederländischen Löwen.

## Schriften (Auswahl)
- Het röntgenonderzoek van de mamma zonder toepassing van contrastmiddelen. Dissertation, Mouton, 's-Gravenhage 1956